# Iiro Rantala

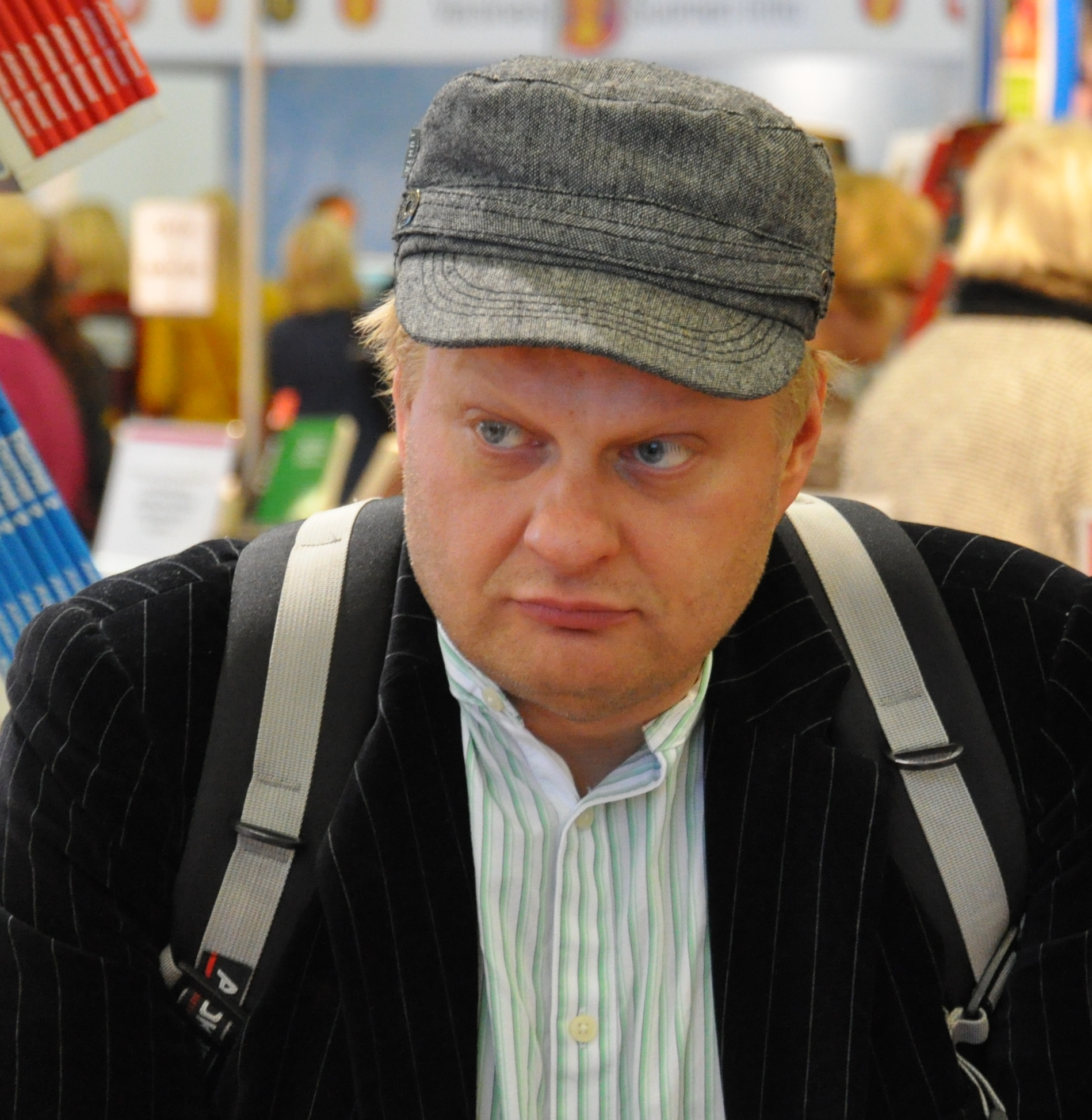
Iiro Rantala

Iiro Emil Rantala (nacido en 1970, en Helsinki) es un pianista finlandés de jazz. Estudió piano en el departamento de jazz de la Academia Sibelius y se desarrolló en el mismo instrumento en la parte clásica en la Escuela de Música de Manhattan. Es uno de los más conocidos pianistas finlandeses de Jazz, tomando notoriedad no solo en su país, sino también, fuera de este. Fue pianista del reconocido trío de jazz Trio Töykeät, formación que se mantuvo hasta 2008, año de su disolución .

## Iiro Rantala New Trio
Uno de sus últimos y más notorios proyectos es la conformación del trío Iiro Rantala New Trio. En 2008, la nueva banda lanzó su álbum debut titulado Elmo. Los miembros del trío son:
- Piano
  - Iiro Rantala
- Guitarra
  - Marzi Nyman
- Beatbox
  - Felix Zenger

## Discografía selecta

### Trio Töykeät
- Päivää (Sonet, 1990)
- Jazzlantis (Emarcy, 1995)
- Sisu (PolyGram Emarcy, 1998)
- Kudos (Universal Music Group, 2000)
- High Standards (EMI Blue Note, 2003)
- Wake (EMI Blue Note, 2005)
- One Night in Tampere (EMI Blue Note, 2007)

### Iiro Rantala New Trio
- Elmo (Rockadillo Records, 2008)

Iiro Rantala Hel Trío
. Tough Stuff. 2024
- Datos: Q1658005
- Multimedia: Iiro Rantala / Q1658005